# Dioscorea tenella
Dioscorea tenella är en enhjärtbladig växtart som beskrevs av Rodolfo Amando Philippi. Dioscorea tenella ingår i släktet Dioscorea och familjen Dioscoreaceae. Inga underarter finns listade i Catalogue of Life.